# ريان جيبسون
ريان جيبسون (22 يناير 1996 في المملكة المتحدة - ) (بالإنجليزية: Ryan Gibson)‏ هو لاعب كريكت بريطاني. لعب مع نادي مقاطعة يوركشاير للكريكت ‏.

## وصلات خارجية
- ريان جيبسون على موقع إي آس بي آن كريك إنفو (الإنجليزية)